# 2569 Madeline
2569 Madeline је астероид главног астероидног појаса. Приближан пречник астероида је 28,09 ,
а средња удаљеност астероида од Сунца износи 2,625 астрономских јединица (АЈ).
Инклинација (нагиб) орбите у односу на раван еклиптике је 11,477 степени, а орбитални период износи 1553,603 дана (4,253 године). Ексцентрицитет орбите астероида износи 0,163.
Апсолутна магнитуда астероида износи 11,20 а геометријски албедо 0,074.
Астероид је откривен 18. јуна 1980. године.